# إريك هارتمان
إريك هارتمان (بالألمانية: Erich Hartmann) (و. 1922 – 1999 م) هو مصور، ومصور أخبار، وصحفي من ألمانيا، والولايات المتحدة، ولد في ميونخ، توفي في نيويورك، عن عمر يناهز 77 عاماً.

## التعليم
تعلم في كلية سيينا ‏.